# Comuna de Skoczów
Skoczów (polaco: Gmina Skoczów) é uma gminy (comuna) na Polónia, na voivodia de Santa Cruz e no condado de Cieszyński. A sede do condado é a cidade de Skoczów.
De acordo com os censos de 2004, a comuna tem 25 518 habitantes, com uma densidade 403,3 hab/km².

## Área
Estende-se por uma área de 63,27 km², incluindo:
- área agrícola: 63%
- área florestal: 22%

## Demografia
Dados de 30 de Junho 2004:
|                      | Total   | Total | Mulheres | Mulheres | Homens  | Homens |
| -------------------- | ------- | ----- | -------- | -------- | ------- | ------ |
|                      | pessoas | %     | pessoas  | %        | pessoas | %      |
| População            | 25 518  | 100   | 13 367   | 52,4     | 12 151  | 47,6   |
| Densidade (pop./km²) | 403,3   | 100   | 211,3    | 211,3    | 192     | 192    |

De acordo com dados de 2002, o rendimento médio per capita ascendia a 1408,52 zł.

## Comunas vizinhas
- Brenna, Chybie, Dębowiec, Goleszów, Jasienica, Strumień, Ustroń.